# Dorfkirche Nahmitz

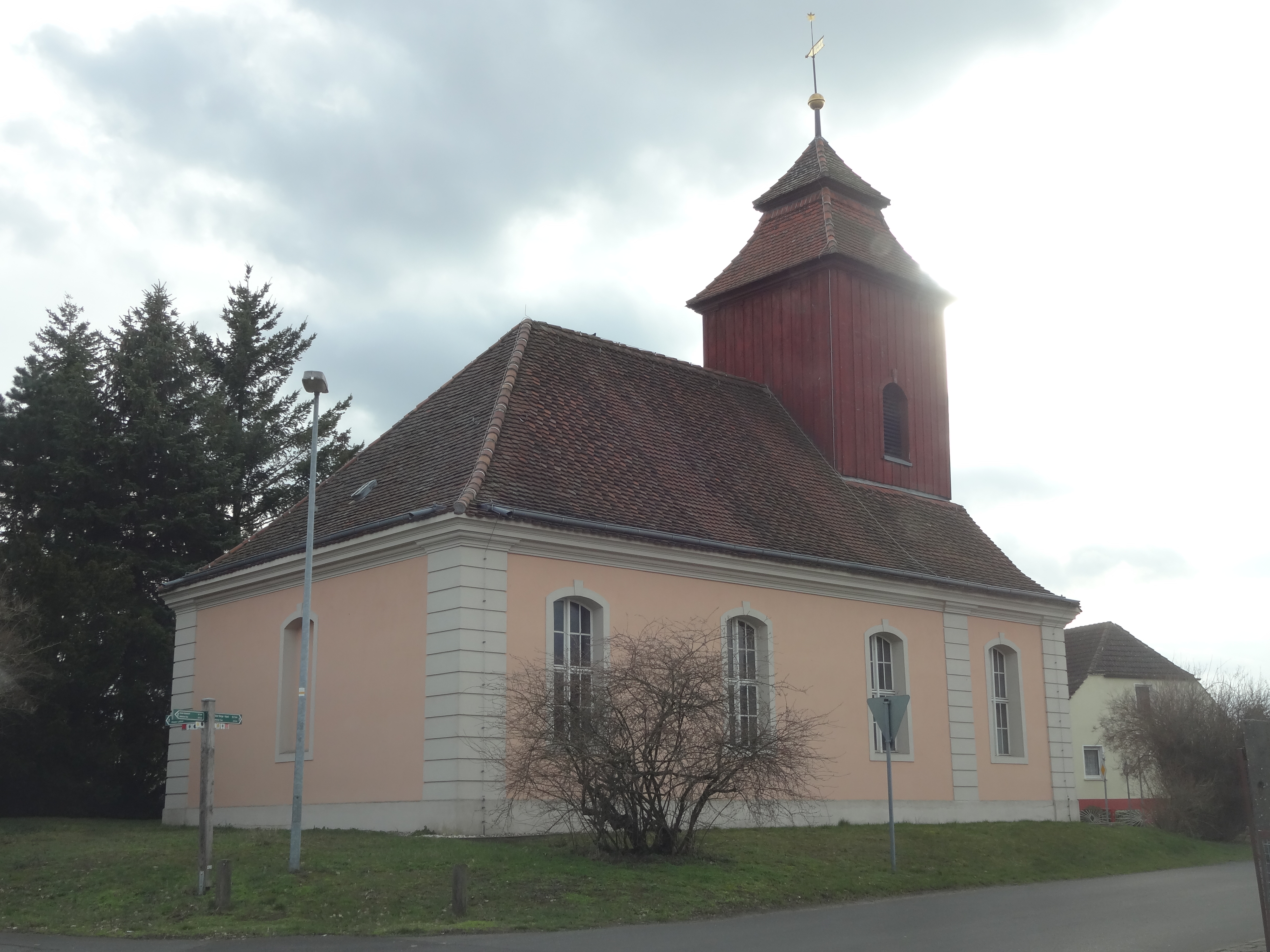
Dorfkirche Nahmitz

Die evangelische, denkmalgeschützte Dorfkirche Nahmitz steht in Nahmitz, einem Ortsteil der Gemeinde Kloster Lehnin im Landkreis Potsdam-Mittelmark in Brandenburg. Die Kirchengemeinde gehört zum Kirchenkreis Mittelmark-Brandenburg der Evangelischen Kirche Berlin-Brandenburg-schlesische Oberlausitz.

## Beschreibung
Die verputzte Saalkirche wurde 1744 anstelle eines Vorgängerbaus, dessen Kirchturm bereits 1724/25 baufällig war, aus einem Langhaus und einem mit Brettern verkleideten Dachturm aus Holzfachwerk im Westen errichtet. Im Glockenstuhl hängen zwei Kirchenglocken. Im Innenraum wird der Dachturm von zwei hölzernen toskanischen Säulen und zwei über die Empore im Westen hinausreichenden Säulen getragen. Unter der Empore wurde 1955 die Winterkirche abgeteilt. Die gequaderten Lisenen an den Ecken und das Gesims unter der Dachtraufe erhielten bei der Erneuerung des Putzes 1961 wieder die alte Form. Eine Renovierung des Innenraums kam erst nach 1967 zustande, wobei die barocke Kirchenausstattung einschließlich des Kanzelaltars vollständig erhalten blieb. Bei der Sanierung 1997 bis 2005 erfolgte eine Neueindeckung des Daches mit alten Biberschwänzen. Die Orgel wurde 1911 von der Alexander Schuke Potsdam Orgelbau gebaut.